# 梅光達

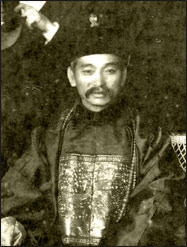
梅光達著清廷朝服像

梅光達（1850年—1903年）是19世紀雪梨的著名華僑商人。他是當時雪梨最著名並最受愛戴的聞人之一，在澳洲反華情緒高漲的時代卻對雪梨的社會和政治生活產生重要影響。在澳洲他大多以名“光達”（Quong Tart）或短名“光”（Quong）行之。

## 公共生涯

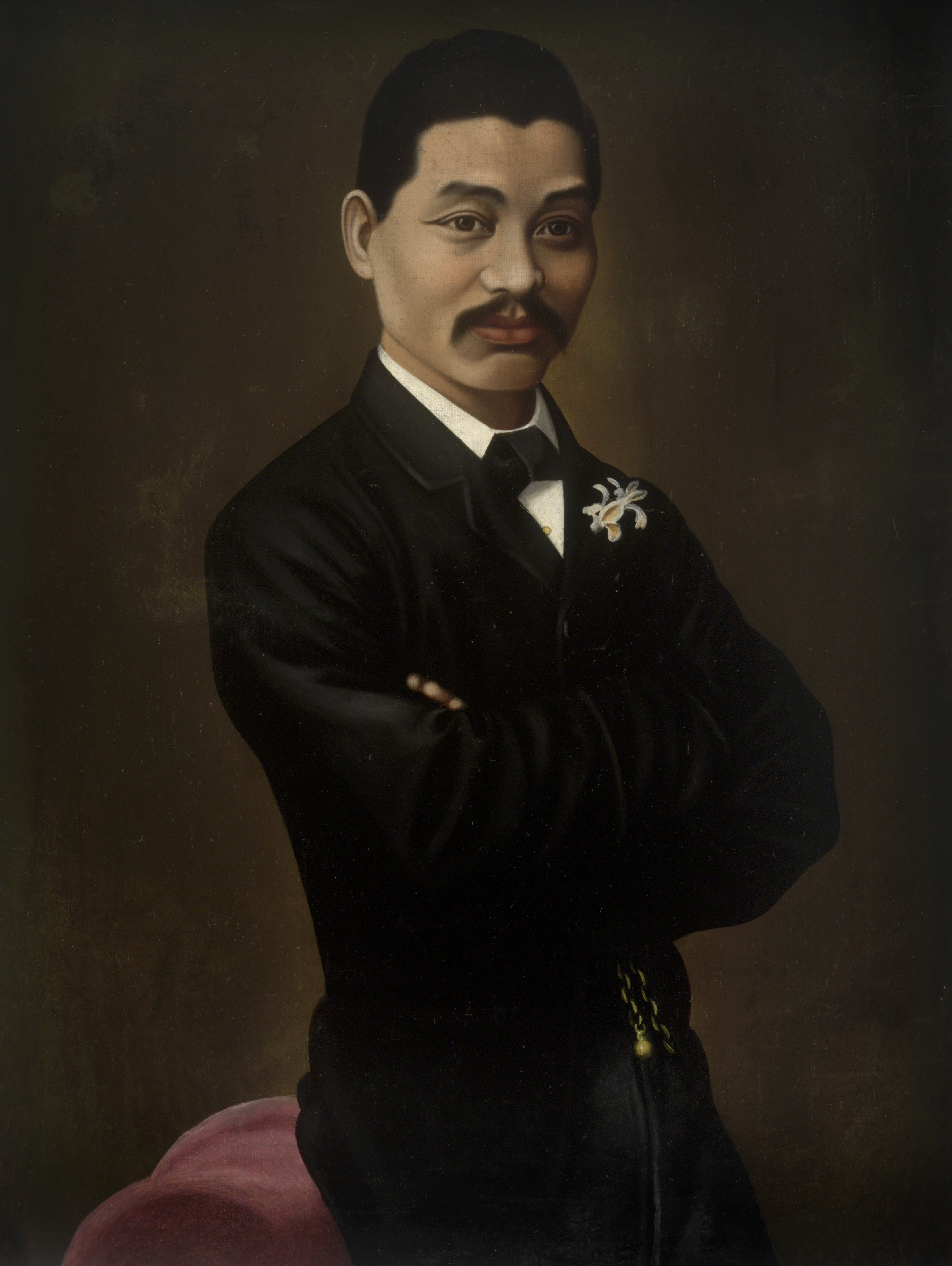
梅光達肖像，約19世紀80年代，新南威爾士州立圖書館藏

梅光達是著名商人，在雪梨拱廊（Sydney Arcade）、皇家拱廊（Royal Arcade）和英皇街（King Street）擁有一系列茶室。他最成功的生意是在維多利亞女皇市場（現維多利亞女王大廈）裏的“Elite Hall”茶樓。他也是社區領袖，和當地政治及社會精英有廣泛關係。在清廷沒有在英屬澳洲派駐領事館的情況下，他擔任了清廷駐澳的代理領事。爲了嘉獎他對澳洲華人社區及在澳洲的清歐關係做出的貢獻，1887年由張之洞派遣的清政府考察團訪問澳洲後，張之洞根據調查和推薦賞予梅光達五品軍功銜、戴藍翎。清廷授賞的札文說：「……本鎮查有商人梅光達，在英屬雪莉埠地方貿易有年，不忘根本。平日維持調護，既能宜切枌榆，於華民不無裨益。而此次前來查詢一切，尤賴該商奮勉，多所幫助。殊屬可嘉。理合賞給功牌，用示鼓勵。」1894年，梅光達又獲清廷御准授予四品軍功牌（四品頂戴），其父母、祖父母亦獲賜銜。
梅光達積極慈善，經常自掏腰包為各種群體提供晚餐、禮物及娛樂活動，對象包括從利物浦的互助會養老院到艾士菲、薩默希爾（Summer Hill）、歌敦（Croydon）及寳活報童的各種人士。1885年到1888年之間，他還為赤貧收容所的收容人員舉辦一系列晚宴。
他對雪梨的社會政治持有進步觀點。他的茶室是悉尼的婦女參政運動者最早聚集的地方，他也為員工制定了新型改良的工作條件，包括帶薪病假。
他擔當了華僑發言人的責任，經常為澳洲華人的權益奔走，並擔任翻譯。他是雪梨最早的華商協會之一聯義堂（Lin Yik Tong）的創始人之一。他呼籲反對鴉片交易，1883年赴新南威爾士南部的華工營寨調查鴉片情況，此次調查的結果報告揭露了廣泛的鴉片毒癮情況。此後，梅光達又在1884年4月24日向殖民地佈政司遞交請願書要求禁止鴉片進口。同年6月他在維多利亞的墨爾本及巴拉瑞特爭取禁煙。1887年，他向議會遞交第二次請願書，並編輯了題爲《懇求取締鴉片進口》的冊子。
1891年至1892年之間他參與了新南威爾士的“所謂的華人賭博及反道德行爲與指控警察部隊成員貪污”皇家調查委員會。

## 早年生涯
梅光達1850年出生於廣東台山南部的端芬鎮山底村。他的父親梅擴遠是稍有成就的裝飾器具商人。1859年他隨同叔父移民澳大利亞，其叔父當時負責裝運一船苦力到新南威爾士鄉村地區的阿拉魯恩及布雷德伍德金礦區。到達布雷德伍德之後，梅光達寄居在蘇格蘭人托馬斯·福塞斯位於貝爾溪（Bell's Creek）的店鋪裏。
接下去的幾年裏，他被家境富裕的羅伯特·珀希·辛普森收留。辛普森的妻子艾利斯·辛普森（原姓汪特）喜歡梅光達在福塞斯家學到的蘇格蘭口音。在辛普森，梅光達學會了有教養的英國紳士的舉止，並皈依基督教。
21時，梅光達已靠投資金礦權積累了一小筆錢，在貝爾溪建造了農舍，並在當地的體育、文化和宗教活動中嶄露頭角。1871年7月11日他成爲英國子民，1885年加入共濟會，1877年被任命為貝爾溪公立學校的校董。
1881年他受家人請求回到台山，並籌辦從中國販賣茶葉到雪梨的貿易。回到雪梨後，梅光達建立了一系列絲綢店和茶葉店。開始時，茶葉店只是為顧客提供品嘗用的茶，但這項服務廣受歡迎，因此他把茶葉店改建成了茶室，成爲雪梨最早的茶室。
1886年8月30日，梅光達與英格蘭裔教師瑪格麗特·斯佳麗結婚。她的家人是梅光達的朋友，但對兩人結合並不滿意，拒絕參加婚禮。1888年，梅光達夫婦擕女兒再度赴中國，梅光達在廣州拜會了兩廣總督張之洞，報告澳洲排華情況及關於外貿的建議。

## 茶室

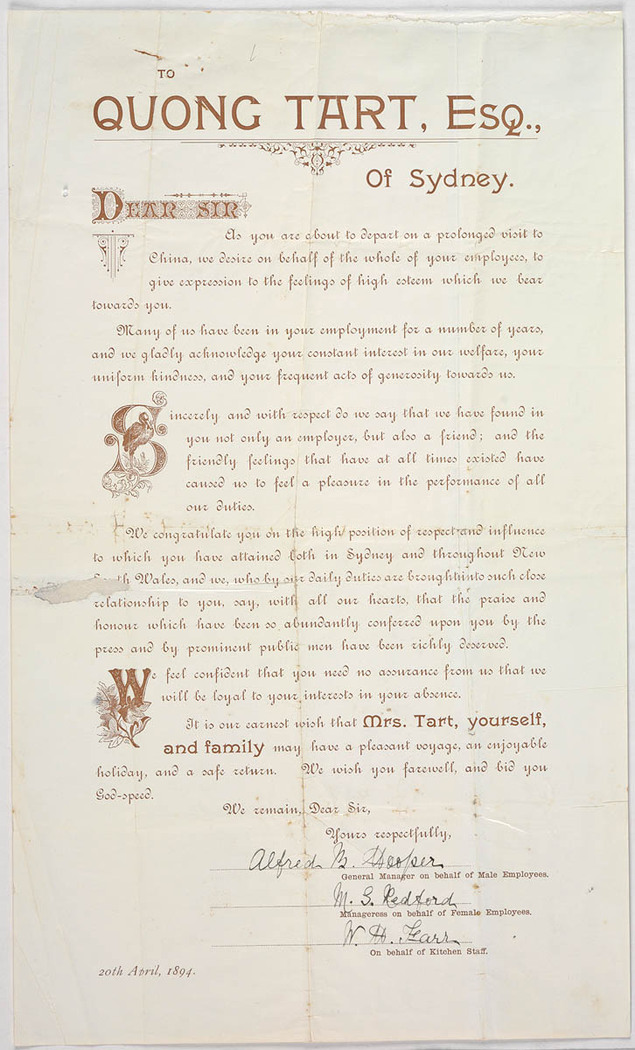
雇員集體為梅光達準備的旅途祝福信（1894年4月20日）

1886年，梅光達在雪梨佐治街777號開辦“光達號”餐室。1889年12月，梅光達的“龍山茶樓”在雪梨英皇街137號開張。這是他開辦的最大的茶室，内置大理石噴泉和養著錦鯉的魚池。茶樓底樓是茶室和烤肉餐室，樓上是閲覽室。龍山很快成爲雪梨最重要的社交地點之一。這裡現在成爲了“玻璃房子”大樓，其中設有“茶葉中心”店鋪。
1898年，隨著維多利亞女皇市場竣工，梅光達看到發展機遇，在市場大樓裏開設新的茶室，並增加了衣帽間和吸煙室。梅光達的“Elite Hall”（精英閣）茶樓在1898年由雪梨市長馬修·哈理斯正式揭幕。茶室接近市場中央位於底樓，面朝佐治街。鋪設華貴地毯的樓梯引向樓上的宴會廳。Elite Hall可容納近500人，舞臺前有精美雕刻的拱形墻。茶樓的另一頭則是“Elite Dining Saloon”餐室，當時被稱爲“裝備優雅”。光達的茶樓廣受社會上層和要人歡迎，例如1891年的聯邦制憲大會代表就在Elite Hall舉行晚宴。
梅光達的其他茶室位於摩爾公園動物園及乾草市場劇院區（現在的雪梨華埠）。這些茶室是雪梨最早的婦女參政運動集會的地方，也是1885年到1888年之間他為赤貧收容所的收容人員舉辦宴會的地方。他為他的雇員制訂了一系列新式待遇，包括病假、帶薪休教及個人理由休假等。

## 個人生活
梅光達與妻子育有兩個兒子和四個女兒。雖然他本人皈依聖公宗，但他讓他的子女各自受洗入不同的教派，以示他對不同教派沒有偏見。
光達一家居住在位於雪梨西郊艾士菲的豪宅“蓋勒普樓”（Gallop House）。他的四個女兒在附近歌敦（Croydon）的名校長老會女子公學（Presbyterian Ladies' College）就讀，是該校最早的亞裔學生。
他作爲獨特的維多利亞時代人物而聞名，既是華裔澳洲人，又有著英格蘭紳士的穿著和儀態，同時還能用蘇格蘭風笛演奏蘇格蘭歌曲。他是澳大利亞第一個加入共濟會的華人。時人稱光達在新南威爾士“與總督齊名”並“在州内各界人士中同樣受到歡迎”。

## 去世

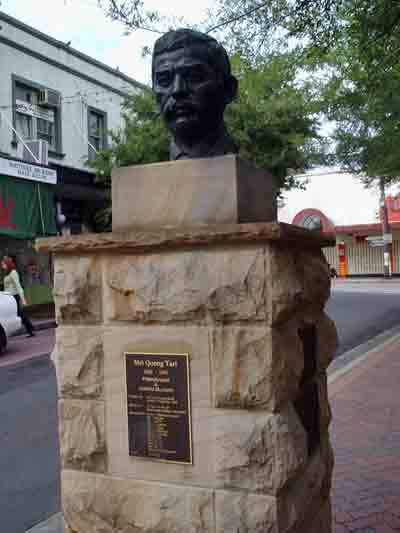
艾什菲火車站附近的梅廣達紀念像。

1902年8月19日，梅光達在維多利亞女王大廈内辦公室裏被歹徒用鐵棍殘忍毆打，並偷走數鎊金錢。兇案震驚了全雪梨。歹徒名為弗裏德裏克·德甘（Duggan），據稱是“愚蠢的暴徒”，事後被判12年徒刑。警方認爲這是簡單的搶劫致傷案，因此刑罰並不嚴厲。遇襲後，光達一直沒有完全恢復，並在11個月後（1903年7月26日）在他艾什菲的家中去世，死因是肋膜炎，享年53嵗。他的葬禮在1903年7月28日舉行，雪梨各界知名人士都來悼念，葬禮也在報刊廣泛報道。兩百人組成的隊伍護送他的靈柩從他在艾什菲的豪宅到火車站，送葬隊伍和靈柩由火車運送到六福墳場（Rookwood Cemetery)。在墳場，數千名雪梨民衆聚集與梅光達到別。梅光達以清廷四品朝服落葬，上蓋共濟會圍腰。.
許多人認爲他死前遇襲並非搶劫意外那麽簡單。他的華人朋友的書信顯示他們之間許多人對光達致死持有懷疑，認爲可能是“西人”或嫉妒他的其他華商所策劃。
1998年，為紀念梅光達，艾什菲豎立了他的銅像。他身後遺下妻子、兩個兒子和四個女兒。

## 百年紀念
爲了紀念光達逝世百周年，雪梨各界在2004年舉辦了一系列活動。
2004年7月至8月，維多利亞女王大廈舉辦了題爲“非常人物：雪梨的光達：公民、商人和慈善家”的展覽。展覽包括關於光達在中國和澳洲的生平的資料和照片，並印發了一本32頁的展覽目錄。
雪梨的電廠博物館也在7月舉辦了歷時三天的國際研討會，題爲“光達和他的時代，1850-1903”，並在雪梨科技大學進行了多媒體演出，題爲“穿蘇格蘭格紋的官：光達的故事”。
維多利亞女王大廈内的茶室以及英皇街的茶葉中心同時推出一款名為“光撻”的水果撻點心，以紀念兩家餐廳與梅光達的共同淵源。